# Blackburneus niunzuensis
Blackburneus niunzuensis är en skalbaggsart som beskrevs av Renaud Maurice Adrien Paulian 1942. Blackburneus niunzuensis ingår i släktet Blackburneus och familjen Aphodiidae. Inga underarter finns listade.